# Lambertus Zwiers
Lambertus Zwiers (Oldemarkt, 20 december 1871 – Voorburg, 24 december 1953) was een Nederlands waterbouwkundige, die zicht naast zijn beroep ook ontwikkeld heeft als tekenaar, kunstschilder, architect, meubelontwerper, boekbandontwerper en ontwerper van behang. Hij was een leerling van zijn vader, de architect H. Zwiers, en op zijn beurt had hij ook weer een architect, Henry Timo Zwiers (1900-1992), als zoon.
Hij begon als technisch ambtenaar bij de Waterstaat in Drenthe en van 1895-1899 in Nederlands-Indië (Java). Hij was daarna tot 1928 directeur van het Nederlandsch Bouw- en Ingenieursbureau in Amsterdam. Woonde en werkte daarna in Den Haag, Rotterdam en Voorburg. Schreef in de periode van 1904-1933 diverse leerboeken voor het technisch onderwijs, waaronder Landmeten en Waterbouwkunde.
In 1922 ontwierp hij het monumentale gebouw voor de Wereldbibliotheek aan de Admiraal de Ruyterweg 545-547 in Amsterdam West.
- Biografisch Portaal: 91529941
- Digitale Bibliotheek voor de Nederlandse Letteren: zwie008
- Gemeinsame Normdatei: 1220239720
- International Standard Name Identifier: 0000 0000 4764 5202
- Library of Congress Control Number: no2006135551
- Nederlandse Thesaurus van Auteursnamen: 072020636
- RKD-Nederlands Instituut voor Kunstgeschiedenis: 92121
- Union List of Artist Names: 500768837
- Virtual International Authority File: 78546437
- WorldCat: E39PBJfmtVg3kpkM6DxpKwYpT3